# 12 (filme)
12 é um filme policial russo de 2007, dirigido por Nikita Mikhalkov. Foi protagonizado por Sergei Makovetsky, Nikita Mikhalkov e Sergei Garmash.